# (17919) Licandro
(17919) Licandro est un astéroïde de la ceinture principale.

## Description
(17919) Licandro est un astéroïde de la ceinture principale. Il fut découvert le 9 avril 1999 à la station Anderson Mesa par le programme LONEOS. Il présente une orbite caractérisée par un demi-grand axe de 2,24 UA, une excentricité de 0,25 et une inclinaison de 4,9° par rapport à l'écliptique.

## Compléments